# Brandur Hendriksson Olsen
Brandur Hendriksson Olsen (Skálavík, 19 dicembre 1995) è un calciatore faroese, centrocampista dello NSÍ Runavík e della Nazionale faroese.

## Carriera

### Club
Giunto in Danimarca nel 2013, per far parte delle giovanili del Copenaghen, è riuscito a fare alcune apparizioni in prima squadra. Il 22 dicembre 2015 il Vendsyssel FF annuncia di aver preso in prestito il giocatore.
Il 17 gennaio 2023 passa ai norvegesi del Fredrikstad, a cui si lega con un contratto biennale.

### Nazionale
Ha giocato nelle nazionali giovanili faroesi Under-17, Under-19 ed Under-21.
Ha esordito con la maglia della nazionale faroese nel 2015.

## Palmarès

### Club

#### Competizioni nazionali
- Coppa di Danimarca: 1

Copenaghen: 2014-2015
- 1. divisjon: 1

Fredrikstad: 2023
- Coppa di Norvegia: 1

Fredrikstad: 2024